# Корсунов, Владимир Владимирович
Владимир Владимирович Корсунов (род. 13 марта 1983, Одинцово, Московская область) — российский хоккеист, защитник. Кандидат в мастера спорта (на 2000 год).
Начал заниматься в четыре года в секции фигурного катания. Через год был записан в хоккейную школу московского «Динамо», но, так как отец болел за «Спартак», ещё через год перешёл в школу «Спартака». На профессиональном уровне дебютировал за «Спартак» в сезоне 2000/01 в высшей лиге. В Суперлиге играл за «Спартак» (2001/02 — 2005/06, 2007/08). В высшей лиге выступал за «Химик» Воскресенск (2006/07), «Рысь» Подольск (2008/09), «Югра» Ханты-Мансийск (2009/10). В ВХЛ играл за «Рубин» Тюмень (2010/11 — 2011/12), «Кубань» Краснодар (2012/13), «Казцинк-Торпедо» Усть-Каменогорск (2013/14), ТХК Тверь (2014/15 — 2015/16). В сезоне 2016/17 выступал в Азиатской хоккейной лиге за «Сахалин».
Чемпион мира среди юниорских команд 2001. Чемпион мира среди молодёжных команд 2002. Обладатель Мирового кубка вызова 2000. Победитель турнира четырёх наций 1999, 2001 и 2002 (команды 1983 года).
Окончил Российский государственный университет физической культуры. Тренер хоккейной академии Дениса Абдуллина (на 2020 г.).